# 익스프레스 프레이터스 오스트레일리아
익스프레스 프레이터스 오스트레일리아(영어: Express Freighters Australia)는 오스트레일리아의 화물 항공사로 본사는 오스트레일리아 뉴사우스웨일스주 시드니에 위치해 있으며 2006년에 설립 했으며 콴타스 항공의 자회사에 해당된다.

## 보유 기종
- 2012년 3월 기준으로 익스프레스 프레이터스 오스트레일리아는 다음과 같은 기종을 보유하고 있다.[1][2][3][4]

## 같이 보기
- 콴타스 항공